# ASC de Volewijckers
ASC de Volewijckers je nizozemski nogometni klub iz Amsterdama.  Jedan je od brojnih nizozemskih klubova koji su bili uspješni u natjecanjima nakon drugog svjetskog rata, no koji su bili prisiljeni spajati se da bi se mogli nositi s popularnošću velikih sastava kao što su Ajax i Feyenoord.

## Povijest
Osnovan je 1920. godine. U sezoni 1943./44. osvojio je nizozemsko prvenstvo.
Godine 1972., de Volewijcksers se spojio s dva kluba, Blauw-Witom i DWS-om, čime je nastao novi klub, FC Amsterdam.
No, samostalni de Volewijckers nastavio je postojati kao amaterski klub koji postoji i danas.

## Uspjesi
- nizozemski prvaci 1943./44.

## Poznati igrači
- Co Adriaanse (1964. – 1970.), igrač koji je poznatiji kao trener koji je dobrio nagradu Rinus Michels

## Vanjske poveznice
- - Službene stranice De Volewijckersa  Arhivirana inačica izvorne stranice od 4. ožujka 2010. (Wayback Machine) (nizoz.)